# 테일러 스프라이틀러
테일러 스프라이틀러(Taylor Spreitler, 1993년 10월 23일 ~ )는 미국의 배우이다.

## 출연 작품

### 텔레비전
- 멜리사 앤 조이 (2010-15)
- 케빈 캔 웨이트 (2016-18)
- 영 쉘든 (2020-23)

### 영화
- 스톡드 앳 17 (2012, Stalked at 17)
- 3 데이 테스트 (2012)
- 걸 온 디 엣지 (2015, Girl on the Edge)
- 아미티빌: 디 어웨이크닝 (2017)
- 레프리콘 리턴즈 (2018, Leprechaun Returns)